# Belfaux
Belfaux (frp. Bifou, hist. Gumschen) – szwajcarska gmina (fr. commune; niem. Gemeinde) w kantonie Fryburg, w okręgu Sarine. 1 stycznia 2016 do gminy przyłączono gminę Autafond. 

## Demografia
W Belfaux mieszka 3406 osób. W 2020 roku 30,5% populacji gminy stanowiły osoby urodzone poza Szwajcarią.

## Transport
Przez teren gminy przebiega droga główna nr 157.